# Burendag

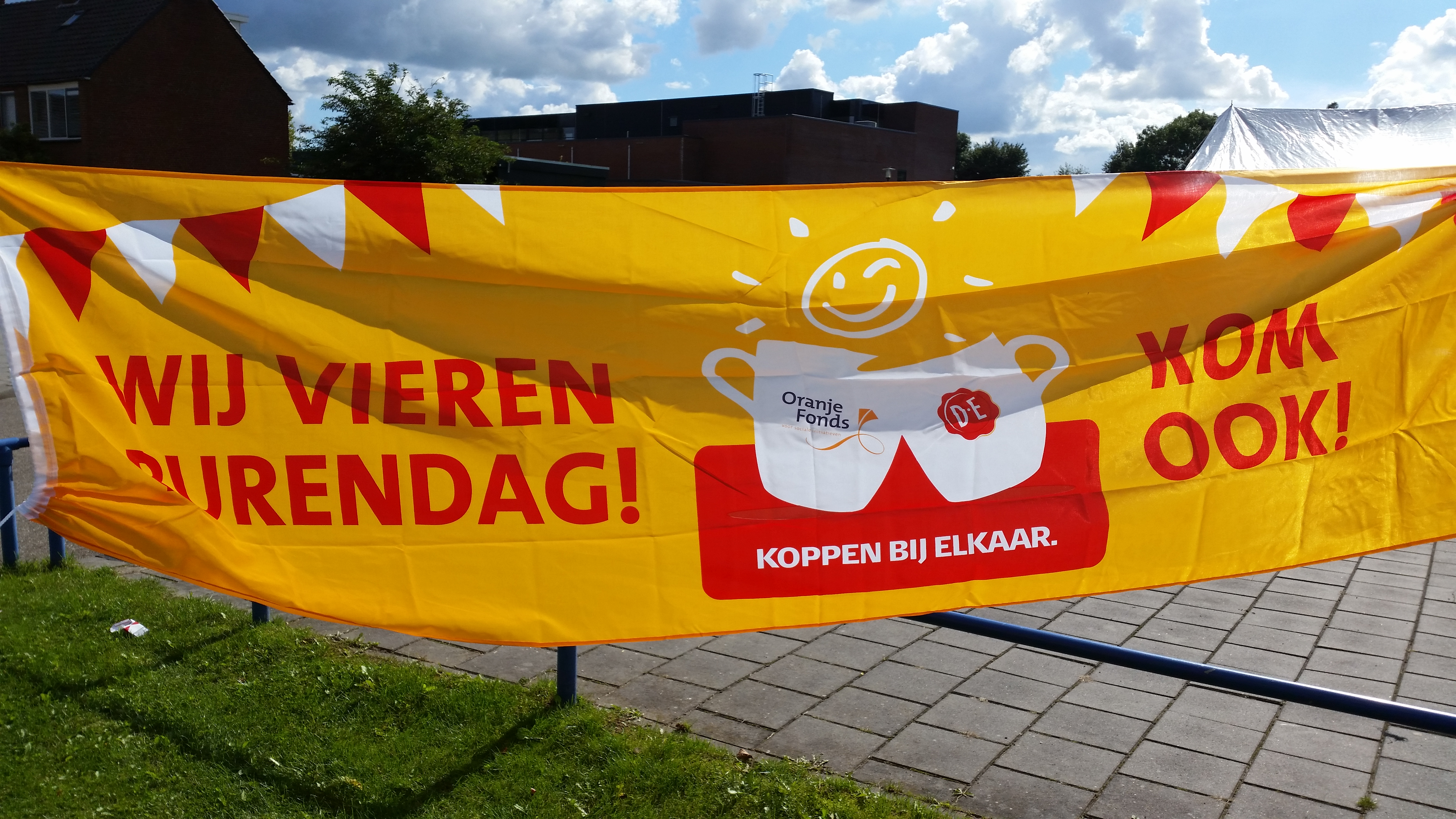
Burendag 2015 in Druten.

Burendag is de dag waarop in Nederland sinds 2006 het contact met de buren wordt gevierd. Burendag wordt ieder jaar gevierd op de vierde zaterdag in september. Het initiatief tot deze dag komt van Douwe Egberts. Sinds 2008 wordt het mede georganiseerd door het Oranje Fonds.

## Geschiedenis
Burendag werd in Nederland voor het eerst georganiseerd op 16 september 2006. Op deze dag zochten buren elkaar op in huis of op straat een kop koffie te drinken. Het koffiebedrijf Douwe Egberts heeft deze dag als reclamestunt georganiseerd, vanuit hun gedachte dat waar koffie is, gezelligheid is.
Burendag werd georganiseerd door een begin 2006 gehouden onderzoek van onderzoeksbureau Motivaction in opdracht van Douwe Egberts, waaruit bleek dat 77% van de ondervraagde Nederlanders vond dat buurten waarin regelmatig activiteiten worden ondernomen het gezelligst zijn. 92% dacht dat buurtactiviteiten goed zijn voor de band met de buren.
Ook al vinden buren in Nederland buurtactiviteiten belangrijk, het komt er zelden van iets te organiseren. Zeker 70 procent van de buren in Nederland heeft zelf nog nooit het initiatief genomen samen met de buren iets te ondernemen", concludeert Motivaction.

## Burendagwebsite
Via de website burendag.nl, ook een reclame-uiting van Douwe Egberts en het Oranjefonds, kunnen buren elkaar uitnodigen en aangeven wat er op Burendag bij hen in de straat zou moeten gebeuren. Op een persoonlijke buurtkaart kan men op de website bovendien zien welke buren meedoen. Iedereen die op burendag.nl aangeeft dat burencontact belangrijk is, ontvangt een deurschildje waarmee hij aangeeft open te staan voor contact met de buurt.
Mensen kunnen zich hiervoor vanaf 1 juni aanmelden.
Om buren te wijzen op de site wordt in de aanloop naar Burendag tijdens reclameblokken op TV een speciaal burendag-reclamespotje uitgezonden door Douwe Egberts, waarin wordt laten zien hoe gezellig buren het met elkaar kunnen hebben. Ook verschijnen er in deze periode in abri's van bus- en tramhaltes, op metrostations en op reclameborden speciale burendagposters om buren erop te attenderen om zich aan te melden op de site.

## Burendag internationaal
De Franse 'dag van de ontmoeting', op 30 mei, georganiseerd door de Accueils des Villes Françaises (AVF), een Franse vereniging die zich in sommige Franse steden manifesteert op het gebied van opvang, wegwijs maken, vermaak en onderricht door middel van conversatiegroepjes van nieuwkomers in die steden, is een soortgelijk initiatief.
Het wel private initiatief op Europees niveau is de Europese dag van de Buren.